# Église Saint-Mayeul de Saint-Nolff
L'église Saint-Mayeul est une église catholique située à Saint-Nolff, en France. Elle est dédiée à Mayeul de Cluny.

## Localisation
L'église est située dans le département français du Morbihan, sur la commune de Saint-Nolff.

## Historique et architecture
C’est lors du démembrement de la paroisse de Theix au XVe siècle que fut créée celle de Saint-Nolff et que fut construite l’église de style typiquement gothique. Elle a subi de nombreuses transformations et agrandissements notamment entre le XVIIe  et le XXe siècle. Elle est dorénavant en forme de croix latine depuis l’ajout de croisillons au XIXe siècle. 
D'abord sans bas-côtés, il reste aujourd’hui le chœur d'origine dont le chevet possède encore une superbe ouverture comprenant un rarissime double triskel inversé. La tour et son clocher datent, eux de 1783. Ceux-ci abritent d’ailleurs une importante colonie de chauve-souris protégée : le Grand Murin. Le confessionnal et la chaire datent du XIXe siècle et sont bien conservés. 
Une chapelle dédiée à sainte Anne se trouve à proximité. Il y en a deux autres à Saint-Nolff, sous les patronages de saint Amand et saint Colomban. 
L'édifice est inscrit au titre des monuments historiques par arrêté du 13 février 1929.

## Galerie

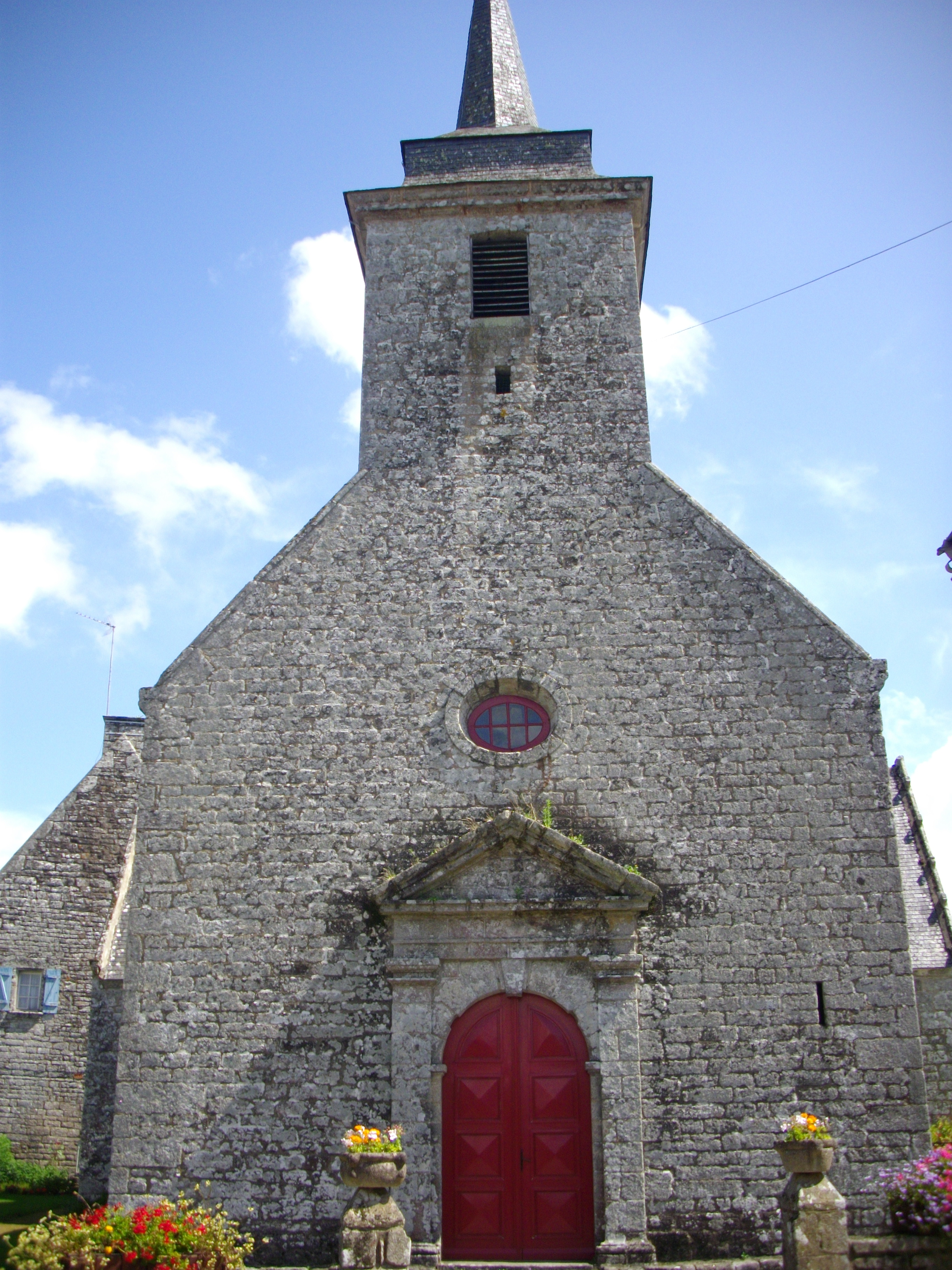
La façade.
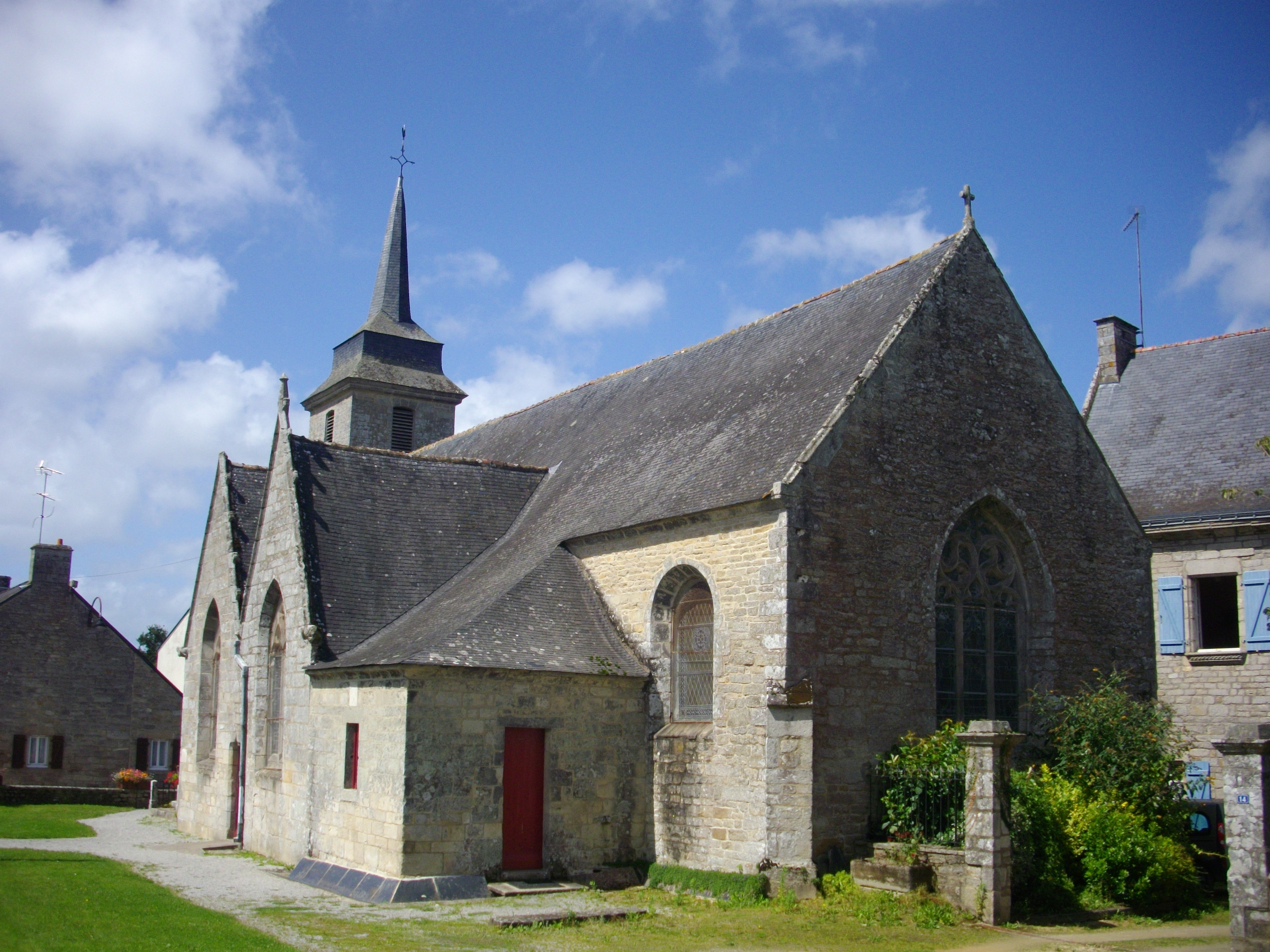
Vue d'ensemble.
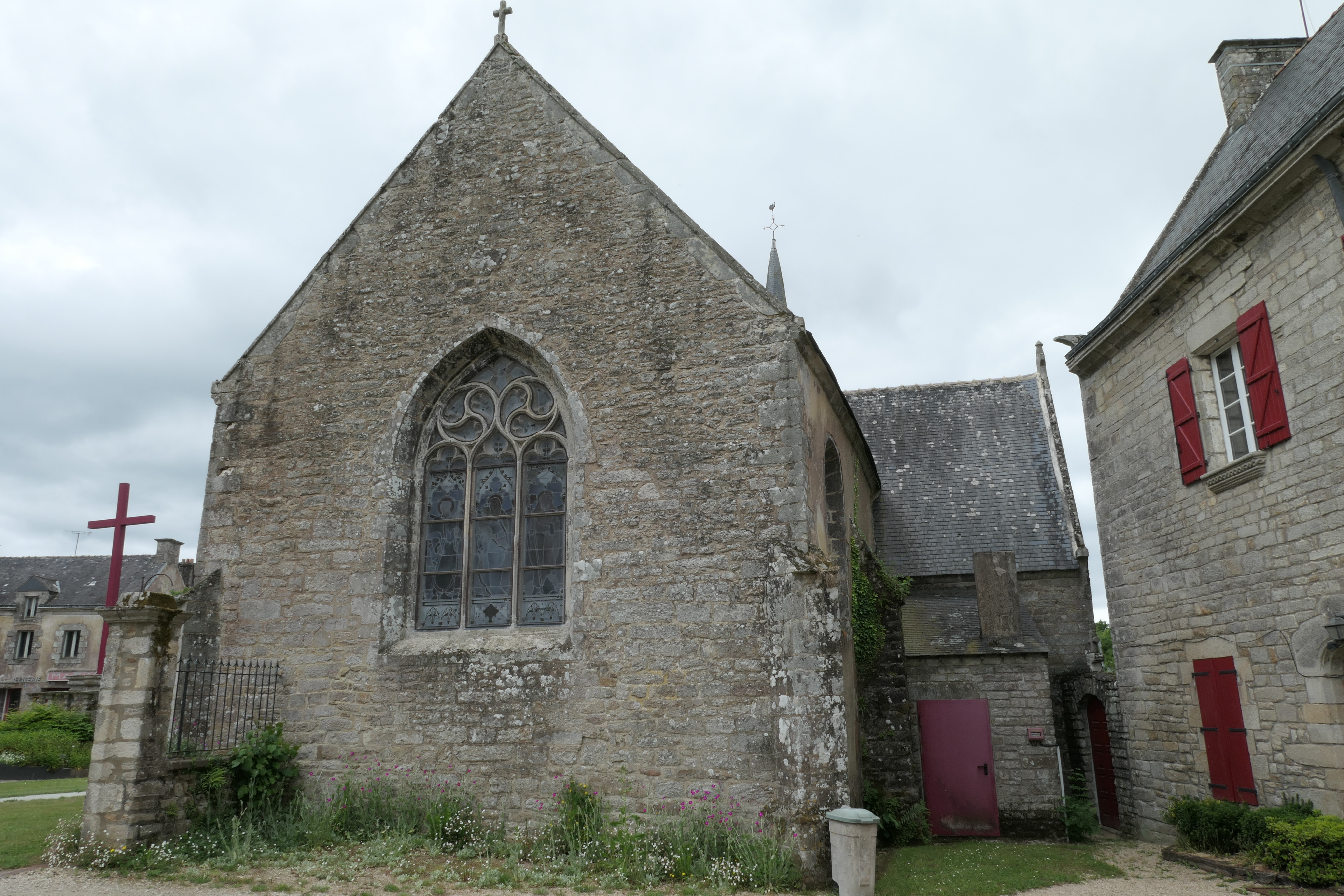
Le chevet.